# Ivan Kramskoj
Ivan Kramskoj (russisk: Ива́н Никола́евич Крамско́й, tr. Ivan Nikolajevitj Kramskoj; født 8. juni 1837 Ostrogosjsk, død 6. april 1887 Sankt Petersborg) var en russisk maler. Han studerede fra 1856 på Det russiske kunstakademi, men forlod det 1863 med flere andre elever i utilfredshed med dets ledelse. Han var i 1870 en af stifterne af det oppositionelle Selskab for Vandreudstillinger og var en førerskikkelse for nyere russiske kunststrømninger, allerede ved den betydelige indflydelse, hans personlighed og anskuelser øvede på andre. Han malede portrætter og genrestykker, men måtte gøre fotografien til sin livsstilling. Tretjakovgalleriet i Moskva ejer flere af hans portrætter samt to af hans berømteste værker: Christus i ørkenen og Utrøstelig sorg.

## Galleri
- Christus i Ørkenen, 1872, Tretjakovgalleriet.
- Portræt af en dame, 1881 Jekaterinburg Museum of Fine Arts
- Utrøstelig sorg, 1884, Tretjakovgalleriet